# Werner Krämer
Werner Krämer (Duisburg, 1940. január 23. – Duisburg, 2010. február 12.) világbajnoki ezüstérmes nyugatnémet válogatott német labdarúgó, középpályás.

## Pályafutása

### Klubcsapatban
1946-ban a DJK Lösort Meiderich csapatában kezdte a labdarúgást. 1947-ben került a Meidericher SV korosztályos csapatához, ahol 1958-ban mutatkozott be az első csapatban. Csapata nevét az 1966–67-es szezonban MSV Duisburgra nevezték át. 1967 és 1969 között a Hamburger SV, 1969 és 1973 között a VfL Bochum játékosa volt. 1973-ban vonult vissza az aktív labdarúgástól.

### A válogatottban
1963 és 1967 között 13 alkalommal szerepelt a nyugatnémet válogatottban és három gólt szerzett. Tagja volt az 1966-os világbajnoki ezüstérmes csapatnak Angliában. 1965-ben egy alkalommal szerepelt a nyugatnémet B-válogatottban és egy gólt szerzett.

## Sikerei, díjai
NSZK
- Világbajnokság
  - ezüstérmes: 1966, Anglia